# Арістид Майоль
Арістид Жозеф Бонавентюр Майоль (8 грудня 1861 — 27 вересня 1944) — французький скульптор, гравер, портретист та літограф каталонського походження[джерело?].

## Біографія

### Молоді роки
Народився Майоль у невеличкому місті Баньюль-сюр-Мер, розташованому поблизу іспанського кордону, біля Піренеїв. Потяг до мистецтва у Арістида був з дитинства. Ще від час навчання у коледжі в Перпіньяні він почав малювати. У старших класах Арістид брав участь у оформленні газети, ілюструючи її власними численними малюнками. Талант Майоля побачили й Генеральна рада Перпіньяна надала йому стипендію у 20 франків.
Майоль вирішив продовжити навчатися мистецтву у Парижі. Він подовгу бував у Луврі, де копіював роботи Франагора, Шардена, Рембрандта. У 1881 році Арістид поступає до Школи витончених мистецтв, у клас антиків професора Жерома. Але професор незабаром вигнав Майоля у зв'язку з тим, що у того не було «академічної поміркованої акуратності» та запропонував Арістиду поступати до Школи декоративних мистецтв. Цю школу й закінчив Арістид. Після цього він вивчав творчість Поля Гогена, Огюста Ренуара, Пюві де Шаванна. Ці майстри мали великий вплив на молодого митця. Рані роботи Майоля були присвячені зображенню перш за все пейзажів («Лазурний берег», 1898 рік).
Незабаром Арістид переїздить до свого рідного міста, де організує майстерню з виробництва гобеленів. Він вдосконалив ткацький верстат, робив ескізи гобеленів, експериментував з фарбами. Перші його вироби — «Зачарований сад» та Музика", які були представлені у 1894 році на виставці «Групи двадцяти» у Брюселі.
Але у 1900 році він закриває свою майстерню — розвиток машинного виробництва килимів зробило виготовлення гобеленів не прибутковим.

### Скульптор

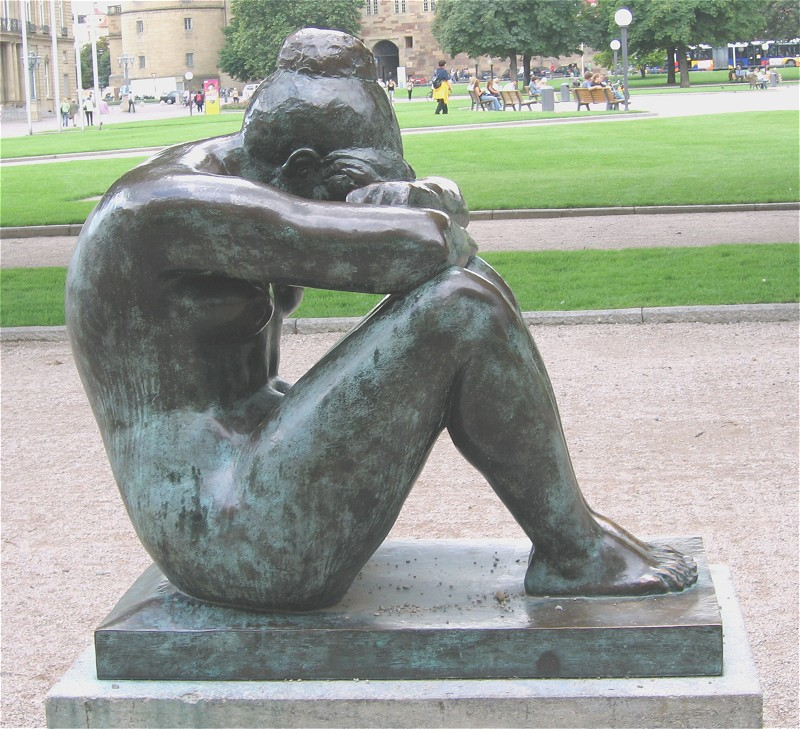
А. Майоль. Композиція «Ніч або Мрія». 1902—1906 рр. Штутгарт.

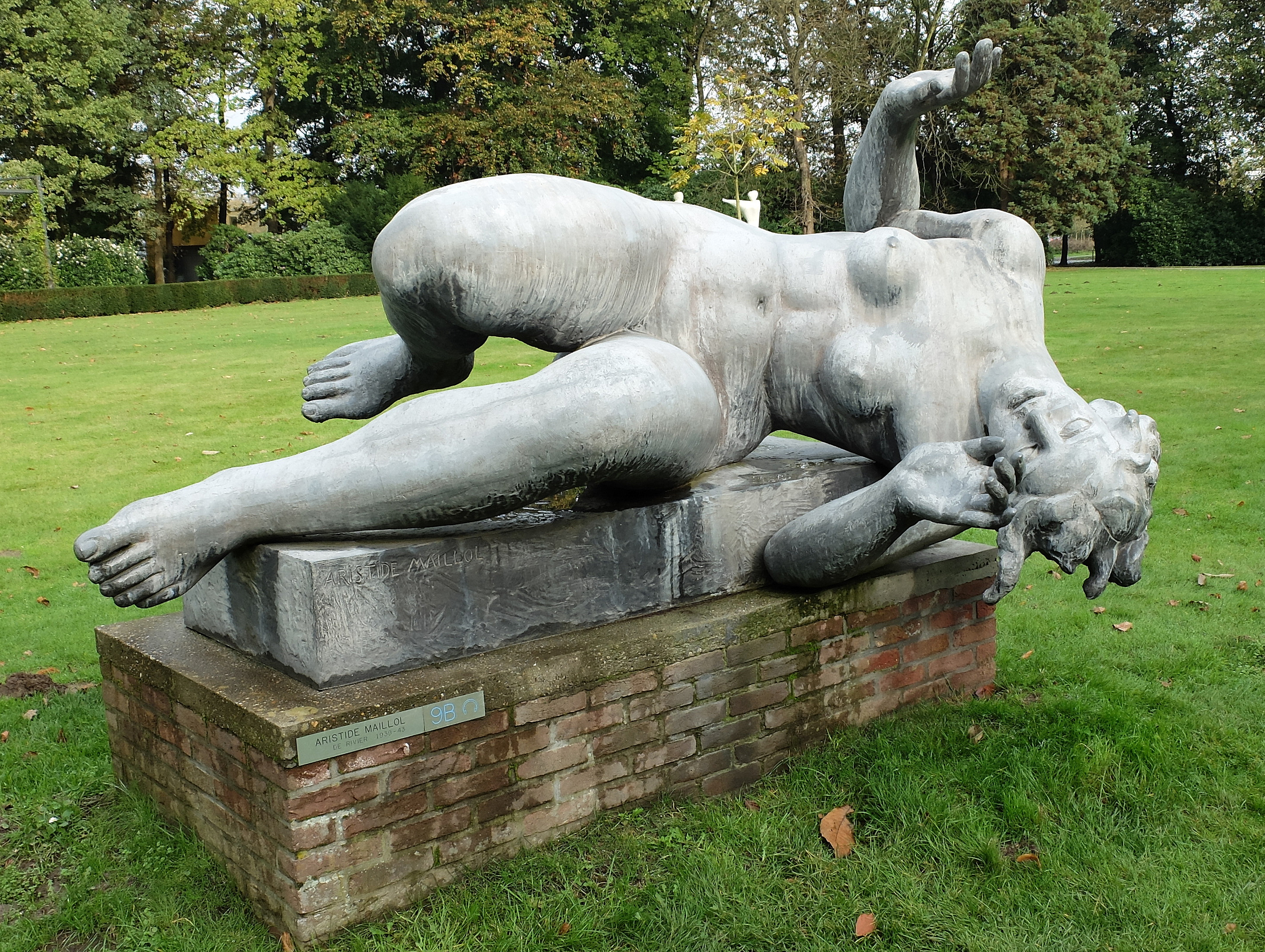
А. Майоль. «Ріка». 1938—1943 рр. Музей скульптур просто неба Мідделгейм.

Арістид вирішив змінити свою професію — він стає скульптором. Перші свої роботи він робить з деревини. Арістид поступово відточує свою майстерність, долає схематизм та скутість. найкращі твори цього періоду — «Єва» та «Леда» (1902 рік). Основний матеріал Майоля — бронза та камінь.
У 1905 році Арістид створює відому статую «Середземне море» (інша назва «Думка»). Спочатку він робить теракотовій ескіз у 1902 році, а потім збільшує до розмірім натури. На це пішло три роки.
Персонажі Майоля мають зовнішній спокій та стабільність із внутрішньою насиченістю, напругою думки. Ця особливість є основою «майолівського» стилю, зокрема й однієї з найкращих робіт А.Майоля — монументальної композиції «Ніч або Мрія» (1902—1906 роки).
У 1903 рік Майоль за наполяганням Огюста Родена вперше на виставці Салона представив свою статуетку «Леда», у 1905 році — спрямував туди вже скульптуру «Середземне море».
У 1905 році Майоль отримав замовлення на спорудження пам'ятника Луї Бланкі. Створюючи свої проекти Арістид багато уваги та часу приділяв малюнку, начерку, як з натури, так і з уяви.
У 1908 році Арістид Майоль за допомогою свого друга Гаррі Кесслера відвідав Грецію, де познайомився з античним мистецтвом. Результатом цього була скульптура «Помона», яку митець завершив у 1910 році. Але до 1917 року Майоль був майже невідомий загалу.
В 30-х роках Арістид Майоль підпадає під вплив експресіонізму. Найвиразнішим проявом цього став пам'ятник Дебюссі (1930 рік). У 1930—1933 роках Майоль створює меморіал «Пам'ятник полеглим» у Баньюль-сюр-Мер.
Водночас скульптор зробив низку маленьких бронзових та глиняних статуеток купальниць. Пізніше, теж у жанрі дрібної пластики, були створені образи природних стихій — «Повітря» та «Ніч» (1937—1939 роки), «Ріка» (1938—1943 роки).
Під час окупація Франції Німеччиною у 1940 році Майоль відмовився евакуюватися. Він продовжував творити — бронзова скульптура «Гармонія» (1940—1944 роки).
15 вересня 1944 року Арістид Майоль потрапив у автомобільну аварію. Він втратив можливість говорити, а 27 вересня того року помер.

### Художник та ілюстратор
Майоль спробував також писати портрети — «Портрет матері» (1898 рік), Портрет «Етьєна Террю» (1905 рік), «Портрет Огюста Ренуара» (1907 рік).
У 30-х роках він пише більш за все оголених жінок, які купаються або відпочивають. В цих працях очевидний вплив творчості Сезанна.
Майоль проявив себе й як ілюстратор до книг — «Дафніс і Хлоя» Лонга, «Мистецтво кохання» Овідія, «Еклоги» й «Георгіки» Вергілія.

## Інше
- На честь Майоля названий астероїд 6259 Майоль;